# Xã Colgate, Quận Steele, Bắc Dakota
Xã Colgate (tiếng Anh: Colgate Township) là một xã thuộc quận Steele, tiểu bang Bắc Dakota, Hoa Kỳ. Năm 2010, dân số của xã này là 93 người.